# Manuel Vargas (futbolista panameño)
Manuel Vargas (Ciudad de Panamá, Provincia de Panamá, Panamá, 19 de enero de 1991) es un futbolista panameño. Juega como mediocentro y su equipo actual es el Deportivo del Este, de la Liga LPF, primera división de Panamá.
Hizo su debut el 10 de octubre de 2010 con el Tauro FC contra el equipo del Árabe Unido, en un partido correspondiente a la LPF durante el Apertura 2010.

## Selección nacional

### Categorías inferiores
Ha sido convocado por selección sub-20 de Panamá para disputar el Campeonato Sub-20 de la Concacaf de 2011 y la Copa Mundial de Fútbol Sub-20 de 2011.

### Selección absoluta
Hizo su debut con la selección absoluta el 18 de febrero de 2016 en el partido amistoso contra El Salvador en la victoria 1 a 0 en el Estadio Maracaná de Panamá.

### Participaciones en selección nacional
| Torneo                   | Categoría | Sede      | Resultado      | Partidos | Goles |
| ------------------------ | --------- | --------- | -------------- | -------- | ----- |
| Campeonato Sub-20 2011   | Sub-20    | Guatemala | Cuarto lugar   | 6        | 0     |
| Copa Mundial Sub-20 2011 | Sub-20    | Colombia  | Fase de grupos | 3        | 0     |

## Clubes
| Club               | País            | Año             | Partidos | Goles |
| ------------------ | --------------- | --------------- | -------- | ----- |
| Tauro FC           | Panamá          | 2010 - 2017     | 98       | 1     |
| Alpha United FC    | Guyana          | 2014            | 4        | 0     |
| Chorrillo F.C.     | Panamá          | 2017            | 12       | 0     |
| San Francisco      | Panamá          | 2018            | 34       | 1     |
| Costa del Este     | Panamá          | 2019            | 28       | 0     |
| Santos F. C.       | Perú            | 2020            | -        | -     |
| Lori FC            | Armenia         | 2020            | 2        | 0     |
| San Francisco      | Panamá          | 2020            | 2        | 0     |
| Tauro              | Panamá          | 2021            | 10       | 0     |
| Deportivo del Este | Panamá          | 2021 -          | 10       | 0     |
| Total en clubes    | Total en clubes | Total en clubes | 189      | 2     |

## Palmarés

### Ligas nacionales
| Título          | Club     | País   | Año  |
| --------------- | -------- | ------ | ---- |
| Torneo Apertura | Tauro FC | Panamá | 2010 |
| Torneo Clausura | Tauro FC | Panamá | 2012 |
| Torneo Apertura | Tauro FC | Panamá | 2013 |
| Torneo Clausura | Tauro FC | Panamá | 2017 |

### Copas nacionales
| Título         | Club              | País   | Año  |
| -------------- | ----------------- | ------ | ---- |
| Torneo de Copa | Costa del Este FC | Panamá | 2019 |